# Sherine Abdel Wahhab
Sherine Abdel Wahab (en arabe : شيرين عبد الوهاب), née le 8 octobre 1980 au Caire, est une chanteuse et actrice égyptienne.
Elle est la plus grande star d'Égypte de notre époque, qui est sur le podium dans plusieurs domaines tels que la musique et le cinéma.
Elle est de confession musulmane.

## Biographie
Née en 1980, Sherine Abdel Wahab commence à chanter lorsqu'elle est en primaire. Grâce à son professeur de musique, elle entame sa carrière, même si ses parents sont peu favorables à un tel parcours. Ses parents inscrivent pourtant à l'Opéra du Caire et elle chante pour le chef d'orchestre Selim Sehab. Dès l'âge de neuf ans, Sherine chante au sein de la chorale de l'Opéra du Caire. À l'adolescence, ses chants attirent l'attention du producteur Nasr Mahrous.
Elle commence sa carrière en 1998, et connaît le succès à partir des années 2000, notamment avec le titre Ah Ya Leil en 2002. Elle sort plusieurs albums en plus de divers singles, et se retrouve régulièrement en tête du hit-parade égyptien, avec ses chansons d'amour. Elle joue également dans un film, principale vedette avec l'acteur Ahmed Helmy de Mido mashakel, sorti en 2003. Elle est l'une des juges de la version arabe de The Voice. Elle participe également à une série nommée  طريقي , Tariqi (mon chemin) qui a du succès. Cette série parle d'une jeune fille qui veut devenir une chanteuse malgré l'opposition de sa mère. Elle envisage en 2016 d'interrompre sa carrière, puis décide de continuer.
Surnommée par ses fans La reine des émotions, ou encore Sherine l'amour, elle se démarque des autres célébrités par l'affection que lui voue son public, et ses difficultés dans sa vie personnnelle. Elle se marie une première fois en 2007  avec un compositeur égyptien, Mohamed Moustafa, et en divorce en 2012.
En 2017, elle est poursuivie pour avoir dénigré la qualité des eaux du Nil. La scène se passe durant un concert aux Émirats Arabes Unis. Un spectateur demande à la star de chanter un de ses titres, ما شربتش من نيلها , Avez-vous bu l'eau du Nil. « Tu attraperais la bilharziose », lui répond-elle, mais cet échange de quelques secondes est filmé et visionné en Égypte sur les réseaux sociaux,. Elle est poursuivie par la justice égyptienne qui la condamne fin février 2018 à 6 mois de prison, pour avoir « diffusé de fausses informations » et « troublé l’ordre public ». Elle fait appel, un appel suspensif contre le paiement d'une caution. Le sujet est sensible du fait de l'importance du fleuve, le gouvernement venant de mettre en place une nouvelle loi avec des peines de prison « en cas de pollution du Nil et en cas de gaspillage d’eau potable à travers une consommation irrationnelle ». Le sujet de la bilharziose, une maladie parasitaire qui sévit effectivement, peut avoir également un impact sur la relance du tourisme. Elle est finalement acquittée.
En avril 2018, elle se marie une deuxième fois, cette fois avec un chanteur pop égyptien Hossam Habib. Mais ils divorcent fin 2021, avec des accusations de violences conjugales, d'addiction et d'hospitalisation forcée par sa famille. Des accusations qui rentrent en résonance avec la situation des femmes en Égypte, et le constat d'une hausse des violences conjugales par l’Observatoire des crimes de violence contre les femmes en Egypte et Edraak (en), une fondation pour le développement et l’égalité. Puis Sherine Abdel Wahhab et Hossam Habib se remarient en 2022.
Ayant représenté l'Égypte son pays natal a plusieurs reprises, on lui doit alors, le surnom soot masr - صوت مصر littéralement voie d'Égypte. Hormis son pays natal, Sherine reste un symbole et une représentatrice du monde arabe dans la musique et est à ce jour la plus grande chanteuse de tous les temps du monde arabe culminant des albums à presque un milliard d'écoutes sur la plate-forme musicale Spotify, et sur Youtube. Ses fans l'admirent pour sa modestie en public, son amour pour son pays, l'Égypte, sa fierté d'appartenir à ces racines de Mère du Monde, ام الدنيا, son amour pour ses parents et surtout pour sa religion l'Islam, et encore pour son élégance et sa beauté naturelle. Malgré toutes les embûches qu'elle a vécu à cause de son ancien fiancé, Sherine reste un symbole de force de renouveau et une voix qui transforme les rêves en réalité.

## Discographie
Sherine Abdel Wahab est bien plus qu’une voix exceptionnelle ; elle est une icône incontestée de la musique arabe contemporaine. Avec son timbre unique, sa sensibilité à fleur de peau et une interprétation qui touche l’âme, elle a su conquérir des millions de cœurs à travers le monde. Chaque chanson qu’elle interprète est une histoire, une émotion brute qui résonne profondément chez ses auditeurs. Au-delà de son talent musical, Sherine incarne la force, la résilience et l’authenticité, faisant d’elle une figure admirée et respectée. Son parcours, marqué par des défis et des triomphes, prouve qu’elle est non seulement une artiste de premier plan, mais aussi une femme inspirante dont l’influence dépasse largement le cadre de la musique.
Albums
- Free Mix 3 avec Tamer Hosny (2002). Éditeur : Free Music Art Production
- Garh Tany (une autre blessure) (2003). Éditeur : Free Music Art Production
- Lazem A'eesh (translation: je dois vivre) (2005). Éditeur : Free Music Art Production
- Bataminak (Je te rassure) (2008). Éditeur : Rotana
- Habeat (Je suis tombée amoureuse) (2009). Éditeur : Rotana
- Esaal Alaya (prend de mes nouvelles) (2012). Éditeur : Rotana
- Ana kteer (Je suis trop) (2014). Éditeur : Noujoum Recrords
- Taraiqi (Ma Route) (2016) . Beelink Productions
- Nassay (Tête en l'air) 2018. Éditeur: The Basement Records (au nom de Sherine)

Singles
- Ah Ya Leil
- Ma Btefrahsh
- Enak
- Sabri Aleel Melody Remix
- Baladi avec Muhammad Noor
- Al'am Al Jadeed avec Fadl Shaker
- Mish 'Aiza Gheirak Inta
- Mish Hafdhal
- Ana Mish Beta'it El Kalam Dah
- Lebnan Fel Alb
- Albi Leek avec Hany Shakir
- Ma Sherebtesh Mn Nelha
- Bahibik Ya Omi
- Kol Maghanni avec Hossam Habib[8]
- Masha'er
- Howa Da
- Halawat Al Dounia
- Ya Betfaker Ya Bet7es
- El Hob Khedaa
- Mesh Ad El Hawa
- Heya El Donia
- Weshy El Ha2i2i
- Kollaha Ghayrana
- El Qamas
- Khasimt El Noom
- We Bahleflak
- Ya Ma'afer
- El Metro